# عبد الله سيما
عبد الله سيما (بالفرنسية: Abdallah Sima)‏ هو لاعب كرة قدم سنغالي، ولد في 17 يونيو 2001 في السنغال. لعب مع سلافيا براغ.

## وصلات خارجية
- عبد الله سيما على موقع الاتحاد الأوربي (الإنجليزية)
- عبد الله سيما على موقع قاعدة بيانات كرة القدم.إي يو (الإنجليزية)
- عبد الله سيما على موقع ناشيونال فوتبول تيمز (الإنجليزية)
- عبد الله سيما على موقع Soccerbase.com (لاعب) (الإنجليزية)
- عبد الله سيما على موقع Soccerway.com (الإنجليزية)
- عبد الله سيما على موقع عالم كرة القدم.نت (الإنجليزية)